# 세부퍼시픽
세부퍼시픽(영어: Cebu Pacific)은 필리핀의 저비용 항공사로 허브 공항은 니노이 아키노 국제공항과 막탄 세부 국제공항이다.

## 역사
1988년 설립 되었고 세부 에어가 소유하고 있다. 필리핀 저비용 항공사의 선두주자로 최신 기종을 갖추고 필리핀에서 가장 많은 국내선 항공편을 운항한다. 1996년 첫 운항을 시작했다. 2001년 점차 국내선 항공편을 늘리고 국제선을 운항하기 시작했다. 홍콩을 시작으로 이후 싱가포르, 대한민국 등 국제선 취항 지역을 확대했다. 2007년 전년 대비 여객 수송량이 크게 늘어나 총 550만 명 가량의 여객을 수송했다. 당시 종업원 수는 1182명이었다. 2008년 항공사 가운데 처음으로 니노이 아키노 국제공항의 3 터미널을 이용했다. 바로 같은 해 세계에서 가장 많이 성장한 항공사로 선정되었다. 필리핀에서 가장 먼저 전자티켓, 초과수하물 요금선불, 좌석선택 제도를 운영했다. 2013년 1430만 명 가량의 여객을 수송했다. 2017년 1억5,000만명을 승객을 소송했다. 2020년 올해 운송승객 2억명을 목표로 계획을 잡았다고 발표했다.

## 운항 노선
- 2020년 1월 세부 퍼시픽은 다음과 같은 노선을 운항하고 있다.

## 보유 기종
- 2020년 11월 기준으로 세부퍼시픽은 다음과 같은 기종을 보유하고 있으며 평균 기령은 5년으로 짧은 편에 속한다.[2][3]

## 같이 보기
- 저비용 항공사 목록
- 필리핀의 교통

## 사진

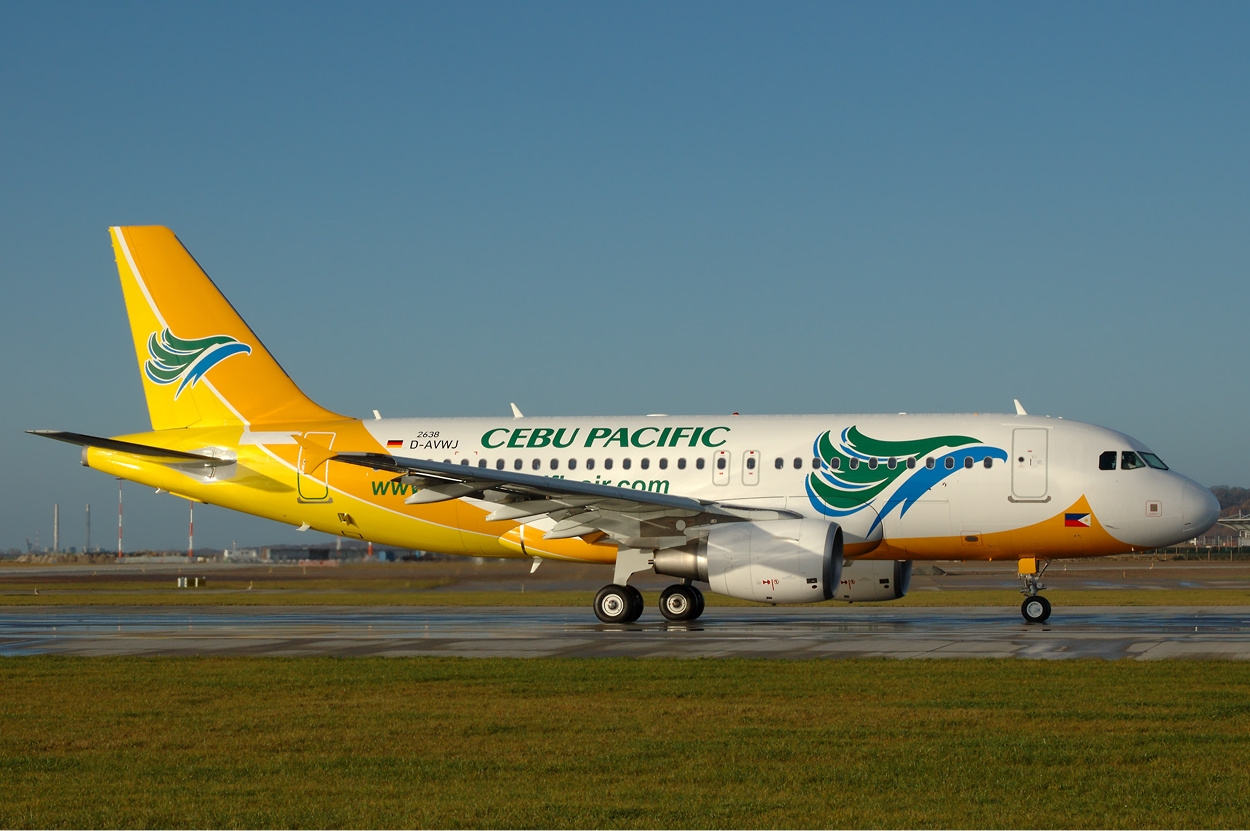
세부 퍼시픽 소속 에어버스 A319-100 항공기
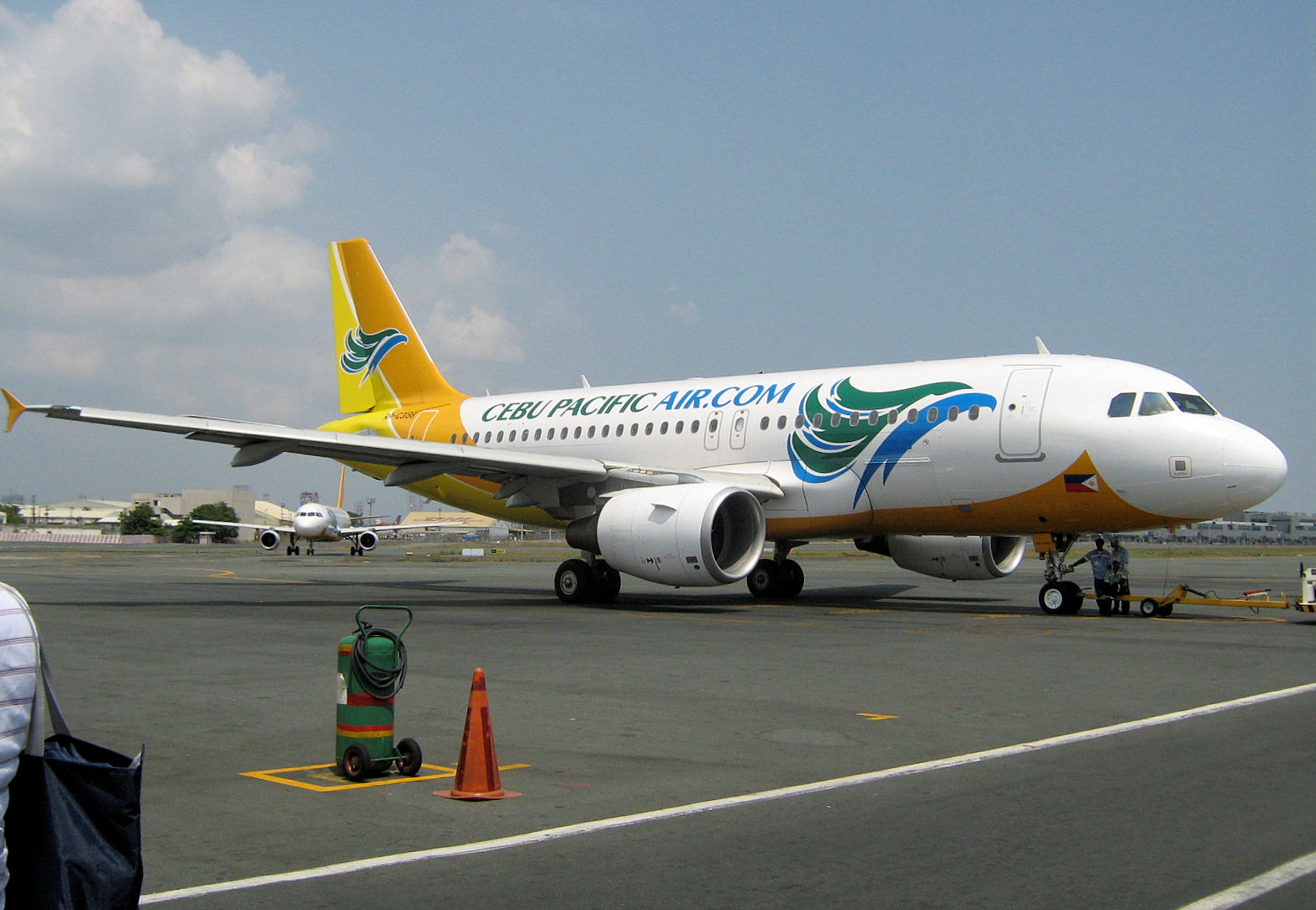
세부 퍼시픽 소속 에어버스 A319-100 항공기
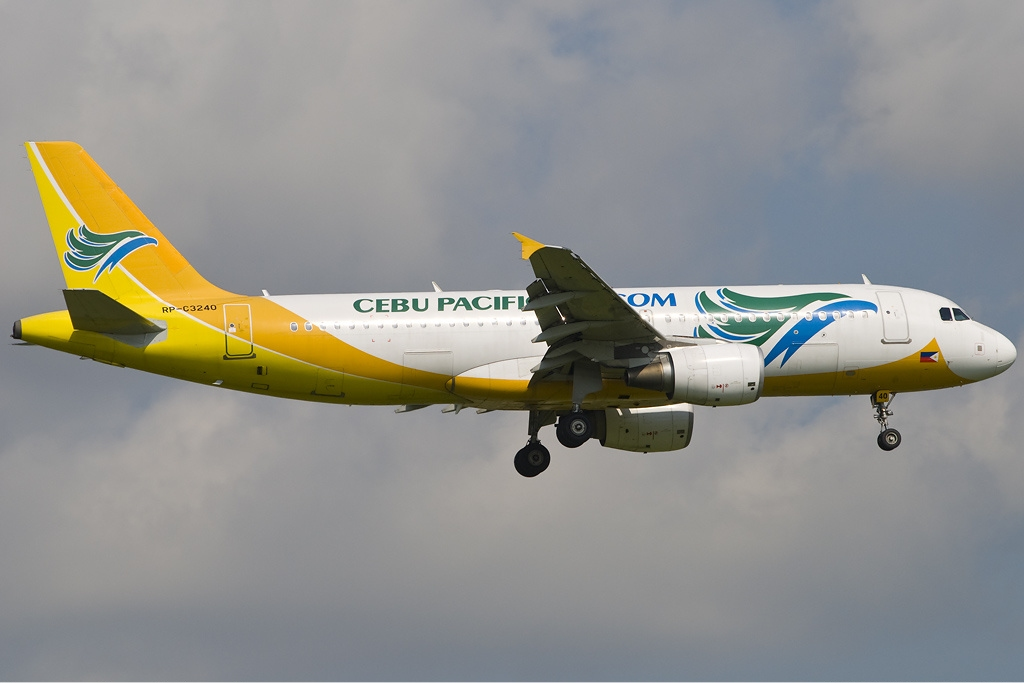
세부 퍼시픽 소속 에어버스 A320-200 항공기
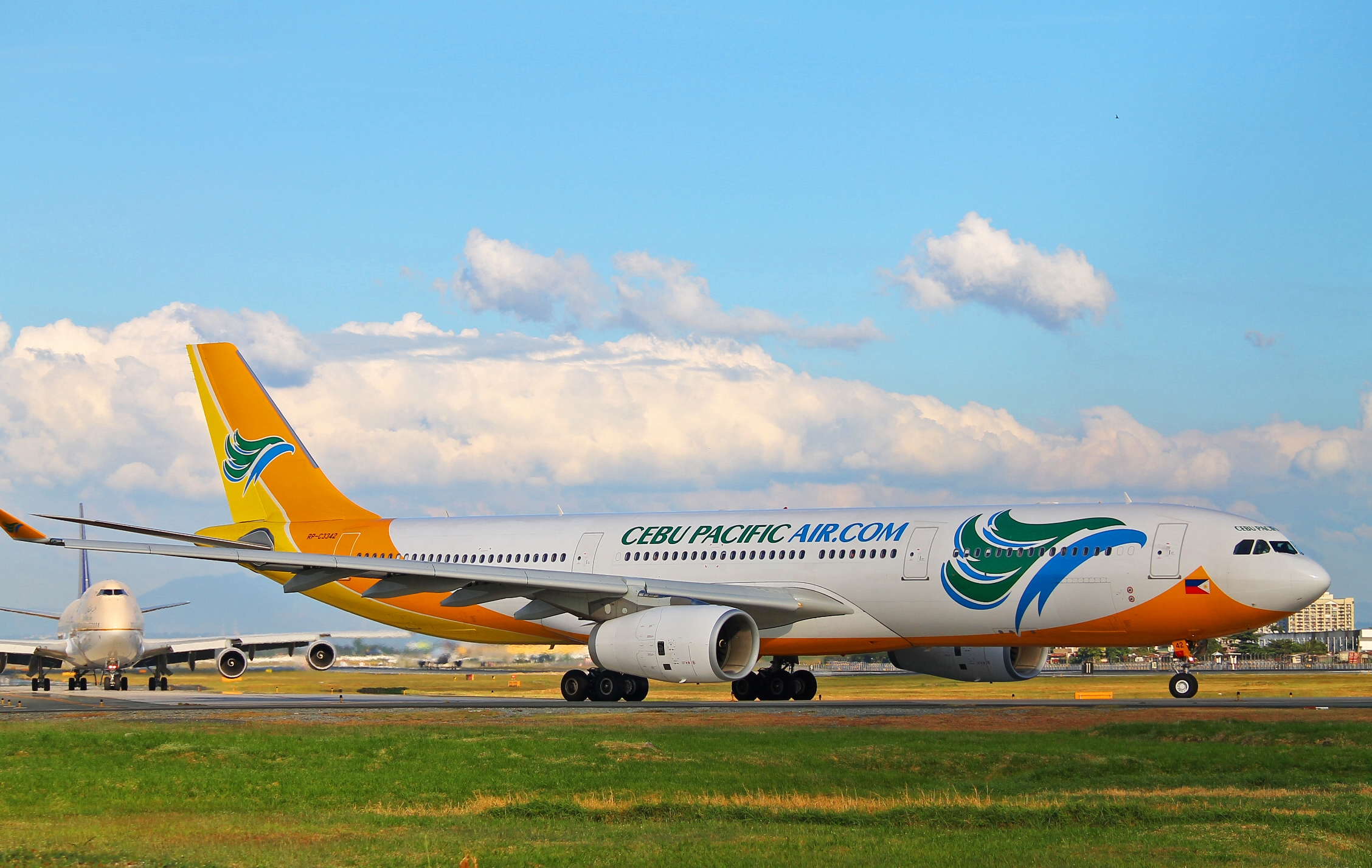
세부 퍼시픽 소속 에어버스 A330-300 항공기
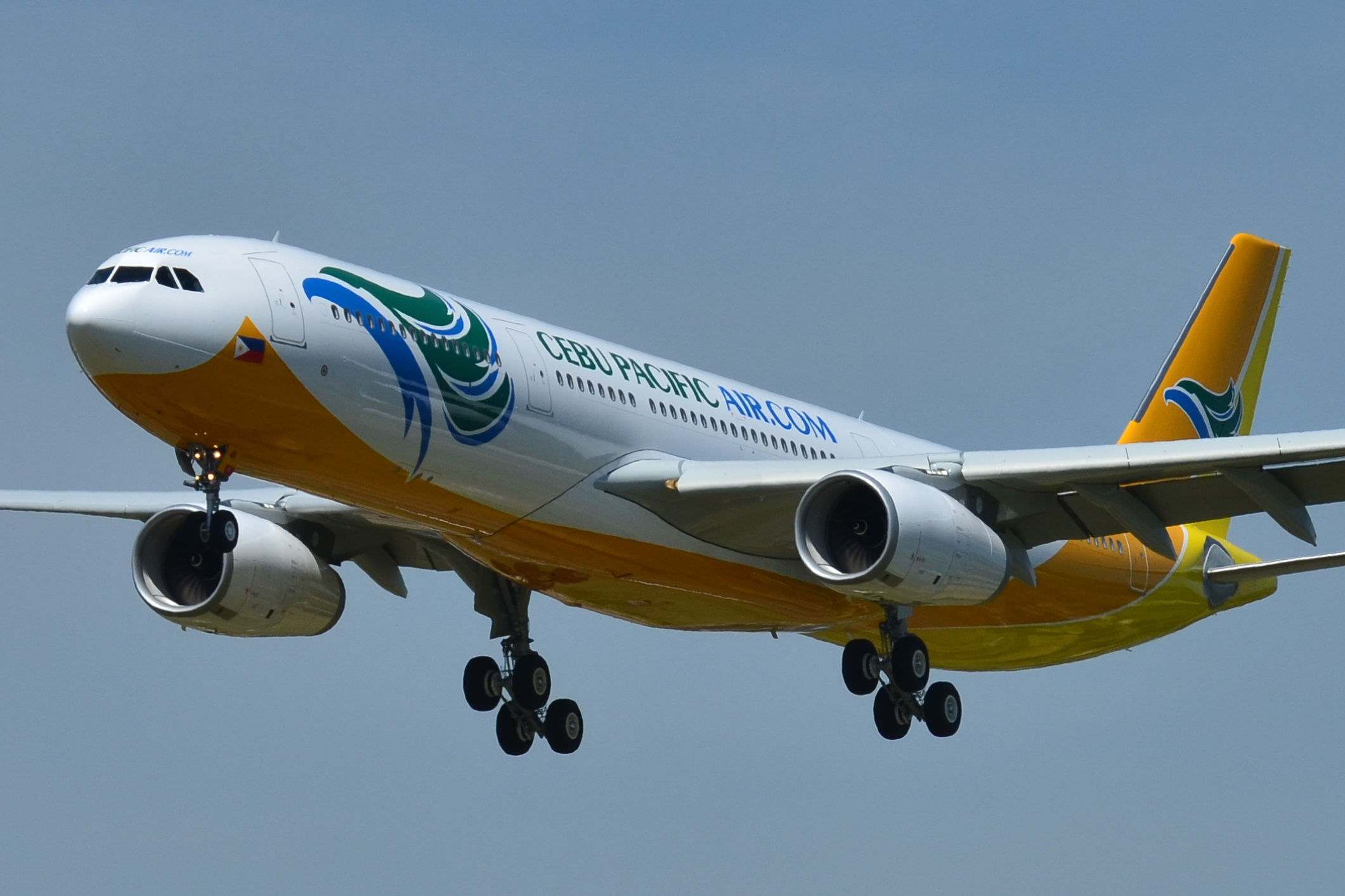
세부 퍼시픽 소속 에어버스 A330-300 항공기
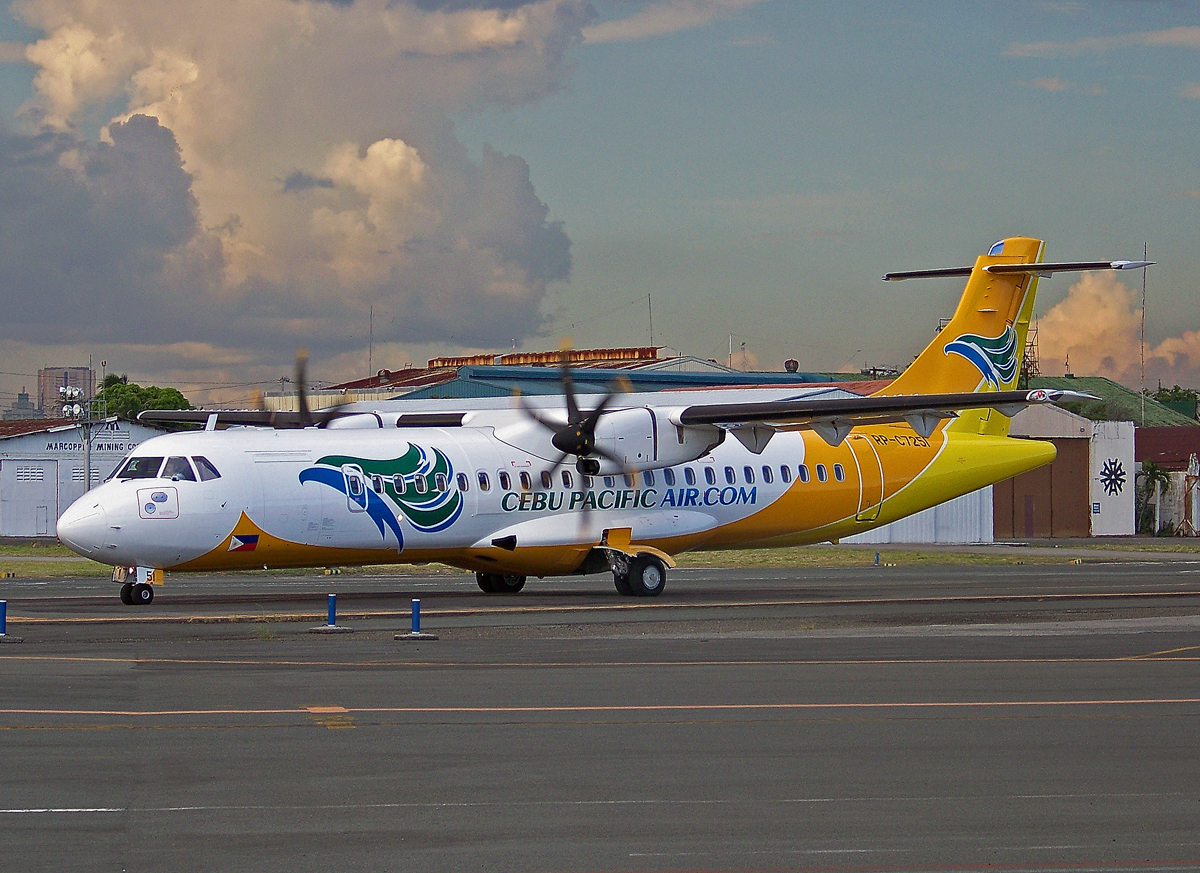
세부 퍼시픽 소속 ATR 72-500 항공기
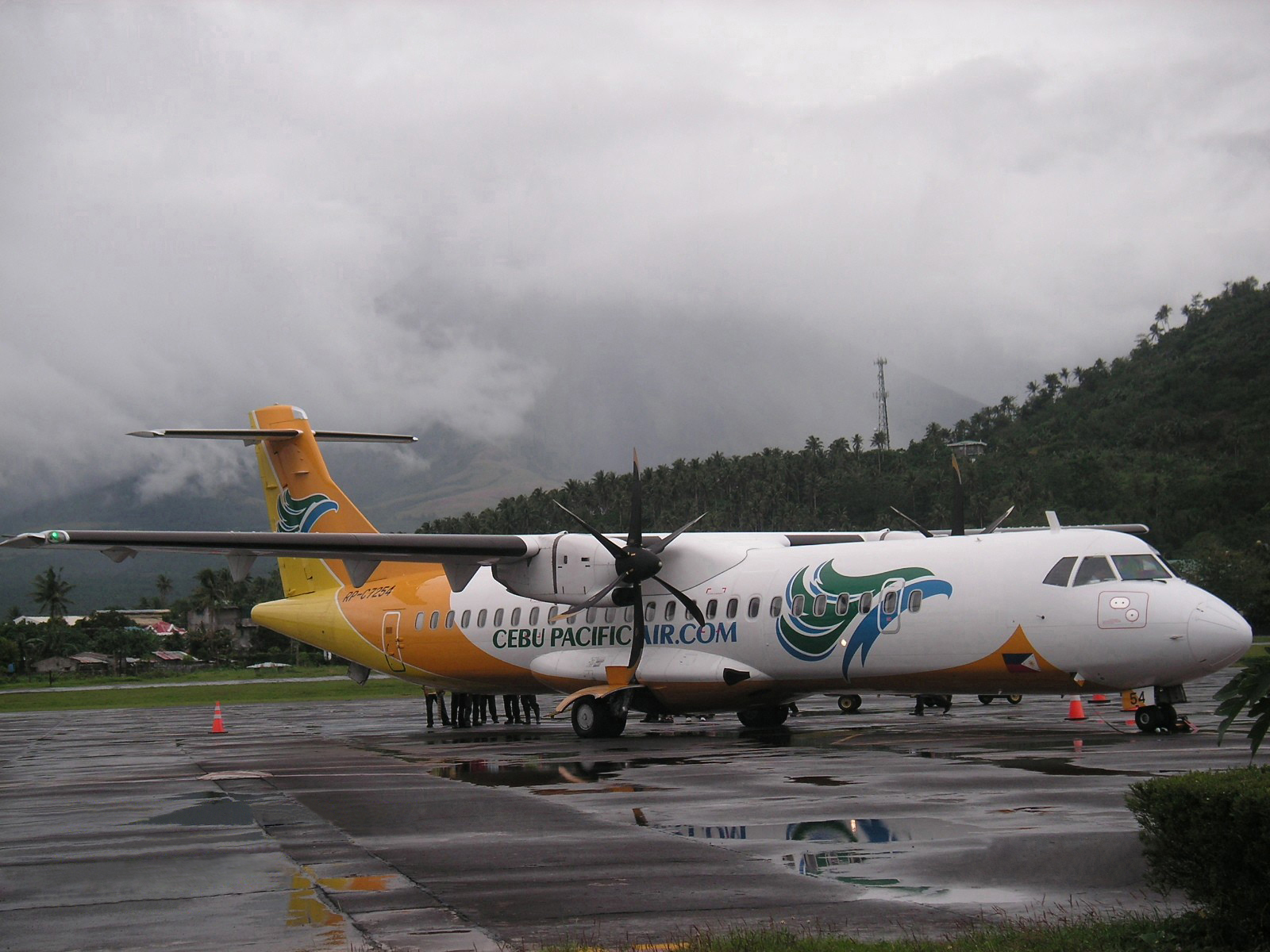
세부 퍼시픽 소속 ATR 72-500 항공기

## 사건 및 사고
- 세부퍼시픽 387편 추락 사고